# 大眾劇場 (維也納)
大眾劇場（德語：Volkstheater）是位於奧地利維也納的一個劇場，成立於1889年。大眾劇場是維也納最著名的劇院之一，可通過地鐵U2線和U3線到達。

## 外部連結

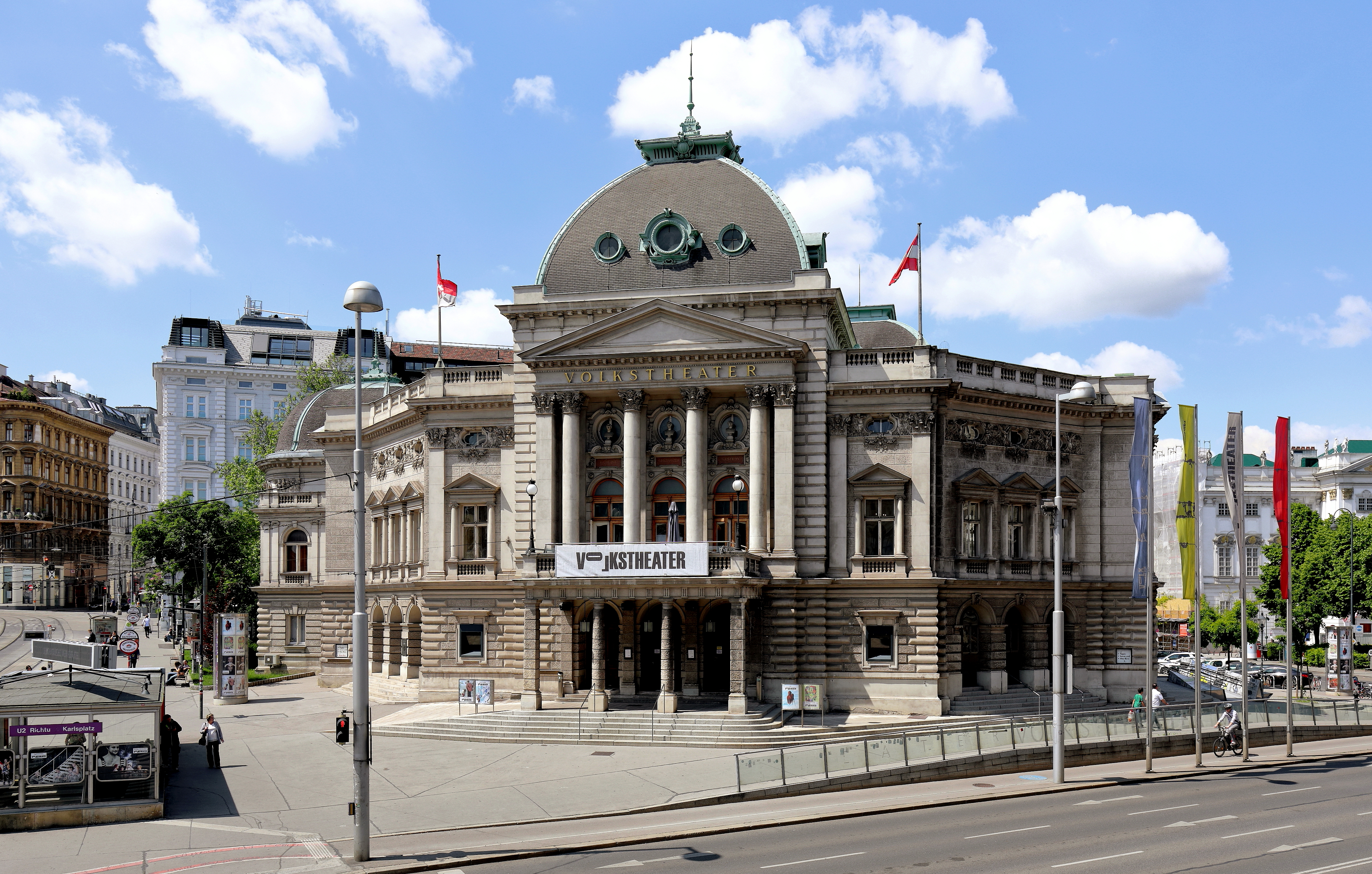

- Volkstheater Wien（页面存档备份，存于）（德文）

48°12′19″N 16°21′24″E / 48.20528°N 16.35667°E